# 63 Ceti
63 Ceti, som är stjärnans Flamsteed-beteckning, är en ensam stjärna belägen i den norra delen av stjärnbilden Valfisken. Den har en skenbar magnitud på 5,93 och är mycket svagt synlig för blotta ögat där ljusföroreningar ej förekommer. Baserat på parallaxmätning inom Hipparcosuppdraget på ca 8,5 mas, beräknas den befinna sig på ett avstånd på ca 384 ljusår (ca 118 parsek) från solen. Den rör sig bort från solen med en heliocentrisk radialhastighet på ca 28 km/s.

## Egenskaper
63 Ceti är en orange till gul jättestjärna av spektralklass K0 III och är en stjärna i röda klumpen som anger att den befinner sig på horisontella jättegrenen och genererar energi genom termonukleär fusion av helium. Den har en massa som är ca 1,9 solmassor, en radie som är ca 11 solradier och utsänder från dess fotosfär ca 64 gånger mera energi än solen vid en effektiv temperatur av ca 4 900 K.